# Jolande Sap
Johanna Catharina Maria (Jolande) Sap (Venlo, 22 mei 1963) is een Nederlandse oud-politica. Van 17 december 2010 tot en met 5 oktober 2012 was zij fractievoorzitter van GroenLinks in de Tweede Kamer en daarmee de politiek leider van de partij.

## Levensloop tot 2008
Sap werd in 1963 geboren in Venlo. In 1981 haalde zij haar Gymnasium B diploma aan het Collegium Marianum in Venlo. Van 1981 tot 1989 studeerde zij economie aan de Katholieke Hogeschool Tilburg (vanaf 1986: Katholieke Universiteit Brabant) en specialiseerde zich in politieke economie en filosofie. Tussen 1985 en 1988 was zij studentassistent en coördinator bij de leergang Ontwikkelingsproblematiek.
Vervolgens was zij aan de Universiteit van Amsterdam drie jaar onderzoeker. Zij deed onderzoek naar het verschil in loon tussen mannen en vrouwen. In 1992 werd zij wetenschappelijk medewerker van de Emancipatieraad. Sap was initiatiefneemster van Out of the Margin, twee internationale conferenties over feministische economie in 1992 en 1998. Dit leidde tot de publicatie van het boek Out of the Margin. Feminist Perspectives on Economics, waarvan zij samen met Susan Feiner redacteur was. In 1993 werd zij actief binnen GroenLinks, als lid van de economische commissie.
In 1996 ging zij werken op het ministerie van Sociale Zaken en Werkgelegenheid, waar zij onder andere de ambtelijke top adviseerde en zich bezighield met emancipatie- en levensloopbeleid maar ook met loon- en inkomensvraagstukken en pensioenen.
In 2003 verliet zij het ministerie en werd zij directeur van LEEFtijd (destijds nog LBL expertise centrum leeftijd en maatschappij). Onder haar leiding ging LEEFtijd zich bezighouden met meer thema's, met name met vergrijzing en levensloopbeleid. In 2006 schreef Sap mee aan het verkiezingsprogramma van GroenLinks. Zij stond op plaats acht op de verkiezingslijst voor de Tweede Kamer. GroenLinks haalde zeven zetels. In 2007 werd zij lid van het begeleidingspanel beginselen van de commissie-Van Ojik, die in juni 2008 een nieuw beginselprogramma voor GroenLinks presenteerde. In 2008 verliet zij LEEFtijd en ging zij met sabbatical.

## Politieke carrière 2008-2010
Sap werd op 2 september 2008 lid van de Tweede Kamer voor GroenLinks als tijdelijke vervangster van Mariko Peters wegens zwangerschapsverlof. Toen Wijnand Duyvendak de dag daarop aftrad als Kamerlid, werd zij zijn opvolgster.
Sap was de specialiste van de fractie op het gebied van sociaal-economische vraagstukken. Als parlementslid beheerde zij de portefeuilles Financiën en Rijksuitgaven. Ook het AOW-dossier viel onder haar portefeuille, waaronder het vraagstuk over de verhoging van de AOW-gerechtigde leeftijd.
Bij de verkiezing tot beste politicus van het jaar 2009, georganiseerd door het NOS Radio 1-Journaal, werd Jolande Sap gekozen als politiek talent van het jaar. Zij was op dat moment financieel woordvoerder en woordvoerder AOW en pensioenen van de GroenLinks-fractie.
Van juni 2009 tot mei 2010 was zij lid van de Commissie-De Wit, die onderzoek deed naar de kredietcrisis. Na de parlementsverkiezingen in maart 2010 werd zij vice-fractievoorzitter en woordvoerder financiën, zorg en pensioenen.

## Fractievoorzitter 2010-2012

### Aanstelling
Op 17 december 2010 nam Femke Halsema afscheid als fractievoorzitter en politiek leider van GroenLinks. Dezelfde dag werd zij opgevolgd door Jolande Sap die door de fractie unaniem verkozen werd. Meteen na haar aanstelling maakte Sap wereldkundig dat zij voorstander was van een fusie van GroenLinks met D66 en de PvdA. Ook zei Sap mogelijkheden te zien het zetelaantal van haar partij in de Tweede Kamer te verdubbelen tot twintig.

### Politiemissie Kunduz
In haar eerste weken als fractievoorzitter werd zij flink op de proef gesteld door al of niet akkoord te gaan met de Nederlandse geïntegreerde politietrainingsmissie in Kunduz (Afghanistan). Een voorstel daarvoor was ingediend door haar partij in samenwerking met D66, maar het minderheidskabinet Rutte I wilde er naar de smaak van GroenLinks te veel een militaire missie van maken. Sap stemde op 28 januari 2011 in met de uitzending, na eerst onder meer bewerkstelligd te hebben dat het om een civiele missie zou gaan. Haar fractie was verdeeld. Door te dreigen met aftreden, kreeg zij alsnog de meerderheid mee. Binnen haar fractie stemde desondanks Ineke van Gent tegen, als enige. De kosten voor de politietrainingsmissie kwamen uit op 500.000 euro per cursist voor een opleiding van zes weken. Op het partijcongres van 5 februari 2011 werd er vanwege de instemming met de Kunduzmissie een motie van afkeuring tegen Sap ingediend, die afgewezen werd. Een 'motie van treurnis' werd daarentegen aangenomen.

### 'Strandpartij'
Tijdens het zomerreces van 2011 bleef de halve fractie weg bij een op verzoek van GroenLinks ingelast belangrijk debat over de eurocrisis. Ook Sap kwam niet opdagen. Dat ontlokte parlementslid Geert Wilders de uitspraak 'Strandpartij'. Het wegblijven kwam GroenLinks, zowel binnen als buiten de partij, op veel kritiek te staan. De verhoudingen binnen de fractie werden na de zomer zo slecht dat de hulp werd ingeroepen van professionele 'conflictmediators'.

### Voorval stekkerdoos
Bij de parlementaire Algemene Beschouwingen in september 2011 trachtte Sap door een stekker uit een stekkerdoos te trekken aan Geert Wilders duidelijk te maken hoe hij als gedoogpartner het door hem bekritiseerde kabinet kon opblazen. Wilders reageerde met: "... mijn conclusie is dat bij mevrouw Sap de stekker er volgens mij nooit heeft ingezeten". Het voorval haalde alle tv-journaals en keerde regelmatig terug, tot aan het einde van haar Kamerlidmaatschap.

### Lenteakkoord
Eind april 2012 sloot Sap namens GroenLinks een akkoord met de VVD, CDA, D66 en ChristenUnie om het begrotingstekort voor 2013 onder de drie procent te houden; het zogeheten 'Lenteakkoord'. In eerste instantie kreeg Sap veel bijval, maar zij kreeg ook kritiek te verduren omdat zij als lid van een 'groene partij' akkoord was gegaan met het fiscaal niet meer kunnen aftrekken van het woon-werkverkeer per trein. In het verkiezingsprogramma van haar partij voor de Tweede Kamerverkiezingen in september 2012 werd alsnog opgenomen dat de partij die aftrek wilde handhaven. Met het akkoord kon GroenLinks bezuinigingen van het kabinet-Rutte terugdraaien (waaronder de bezuiniging op passend onderwijs, persoonsgebonden budgetten en natuur), hervormingen doorvoeren (op de woningmarkt, arbeidsmarkt en in de zorg) en een forse vergroening van de economie realiseren (o.a. kolenbelasting en aardgasheffing). Naderhand beschouwde Sap het Lenteakkoord als haar politiek hoogtepunt.

### Lijsttrekker
Op 6 juni 2012 werd Sap bij een intern ledenreferendum gekozen tot lijsttrekker voor de Tweede Kamerverkiezingen 2012. Zij nam het op tegen fractiegenoot Tofik Dibi. Sap kreeg 84% van de stemmen. Vergeefs had zij geprobeerd Dibi te bewegen zich niet verkiesbaar te stellen. Zij vond dat GroenLinks zich geen conflict om het lijsttrekkerschap kon veroorloven.

### Aftreden
GroenLinks behaalde bij de parlementsverkiezingen in september 2012 vier zetels. Daarvoor had de partij er tien. Op de verkiezingsavond gaf Sap aan per se door te willen gaan als politiek leider en fractievoorzitter in de Tweede Kamer. In eerste instantie bleef de partijtop achter haar staan, maar op 5 oktober 2012 werd het vertrouwen in haar opgezegd. Volgens partijvoorzitter Heleen Weening had ook de Tweede Kamerfractie geen vertrouwen meer in haar. Sap legde vervolgens - zeer tegen haar zin - haar functies als partij- en fractieleider neer. Drie dagen later werd Bram van Ojik gekozen als haar opvolger. Sap vertrok ook als parlementslid, waar zij na de verkiezingen voor haar partij woordvoerder was voor de portefeuilles algemene zaken, koninkrijksrelaties, sociale zaken, volksgezondheid, welzijn en sport. Sap liet op de dag van haar vertrek weten dat zij haar overhaaste aftreden niet als de oplossing zag voor de problemen waarmee GroenLinks te kampen had. Zij verklaarde dat zij liever had gewacht op de uitkomst van een onderzoek door haar eigen partij naar het verlies van zes parlementszetels; de beslissing over wel of niet aftreden had zij liever overgelaten aan het partijcongres. Op 23 oktober 2012 vertrok Sap officieel uit de Tweede Kamer.

## Na de politiek
Na haar vertrek uit de politiek heeft Jolande Sap een veelheid aan functies uitgeoefend. Op dit moment is zij bestuurslid bij de Nederlandse Emissieautoriteit. en commissaris bij KPN (vanaf 2015, voorgedragen voor een laatste herbenoeming van twee jaar, tot 2027) en sinds april 2018 non-executive director (commissaris) bij afvalverwerker ('waste-to-productbedrijf') Renewi. Vanaf augustus 2024 is zij voorzitter van de Raad van Toezicht van de Universiteit van Amsterdam. Zij is door de minister van Onderwijs benoemd in die functie. Sap zit verder in het bestuur van SAAT (Stichting Administratiekantoor Aandelen Triodos Bank).
Sap is voorzitter Raad van Toezicht bij het Springtij Festival op Terschelling., lid van het curatorim van VNO-NCW en bestuurslid van de Impact Economy Foundation.
Andere functies van Jolande Sap na haar vertrek uit de politiek:
- 2013 - 2021 Voorzitter NPHF Federatie voor gezondheid[22][23]
- 2013 - 2021 Bestuurslid van het Nationaal Groenfonds.[24]
- 2014 - ?? Voorzitter adviescommissie Dutch Sustainable Fashionweek[25]
- 2014 - 2022 Lid Raad van Toezicht van GGZ-instelling Arkin (van 2014 tot 24 april 2022),[26]
- 2014 - 2022 voorzitter Raad van Toezicht Fairfood International.[27][28]
- 2015 Projectleider duurzame kledingindustrie bij MVO Nederland.[29]
- 2015 - 2018 Partner bij adviesbureau Camunico.
- 2015 - 2023 Vice-voorzitter raad van commissarissen KPMG.[30]
- 2016 - 2017 Voorzitter adviescommissie vraagfinanciering middelbaar onderwijs.
- 2018 Onafhankelijk duo-voorzitter cao-overleg grondpersoneel KLM.
- 2022 - 2024 Voorzitter Maatschappelijk Impact Team.[31]

## Privé
Sap heeft twee kinderen.
- Gemeinsame Normdatei: 170871800
- International Standard Name Identifier: 0000 0000 8319 3231
- Library of Congress Control Number: n95005886
- Nationale Bibliotheek van Israël: 987007437655105171
- Nederlandse Thesaurus van Auteursnamen: 075069245
- Parlement.com: vhfj2rh4auu9
- Virtual International Authority File: 114779235
- WorldCat: E39PBJxxchvbdhRMPj87r9Dwmd